# Hybridbuss

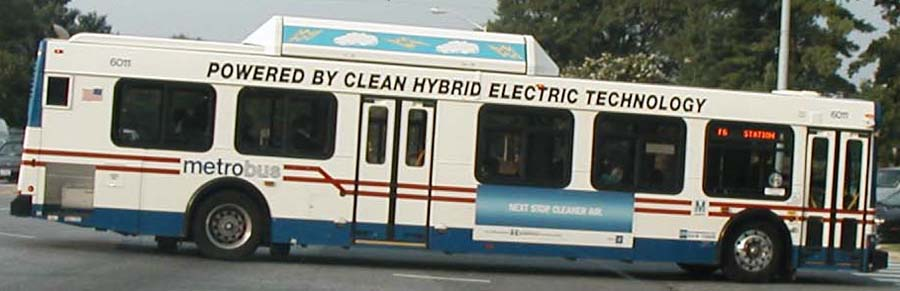
Amerikansk hybridbuss.

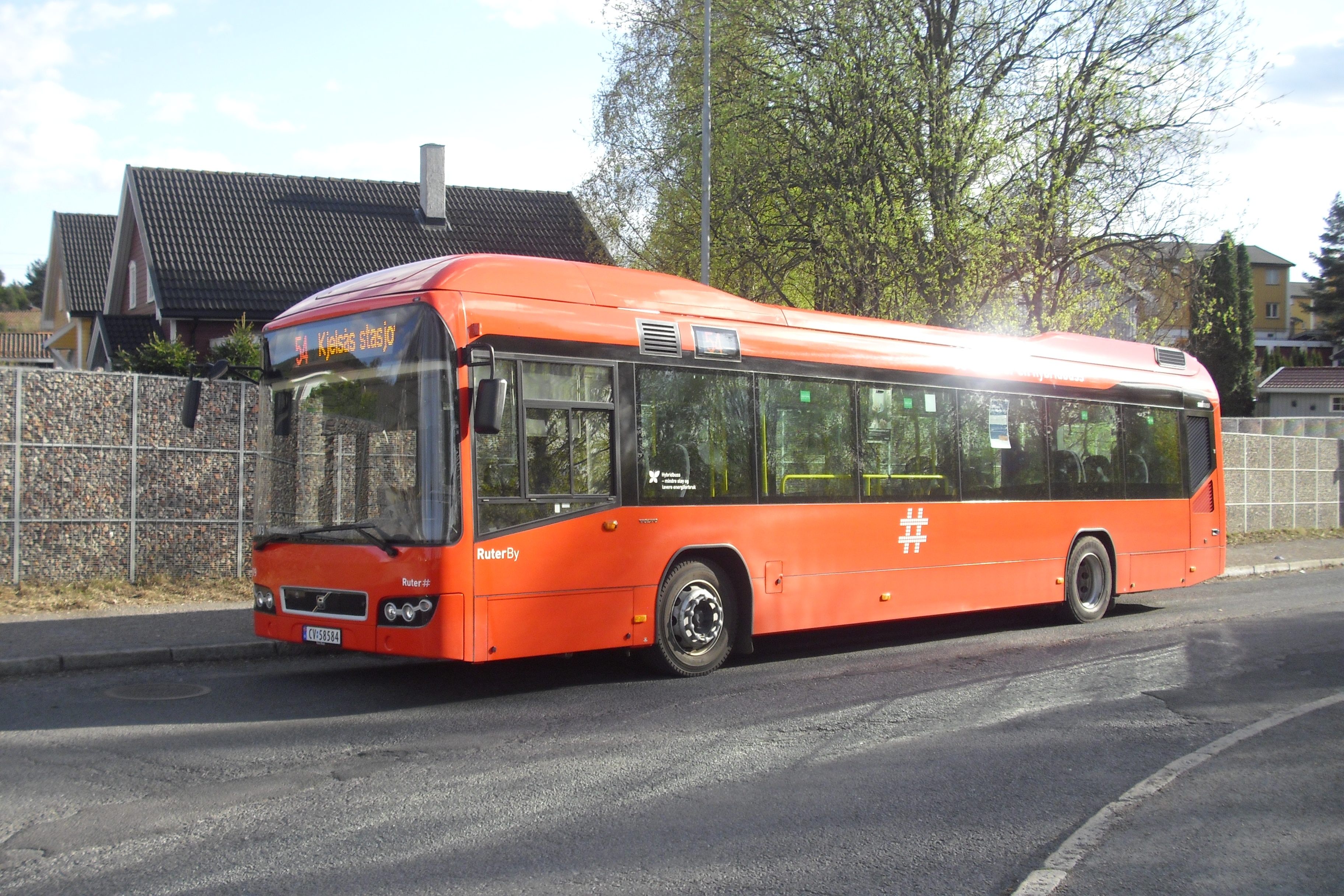
Hybridbuss av typen Volvo 7700.

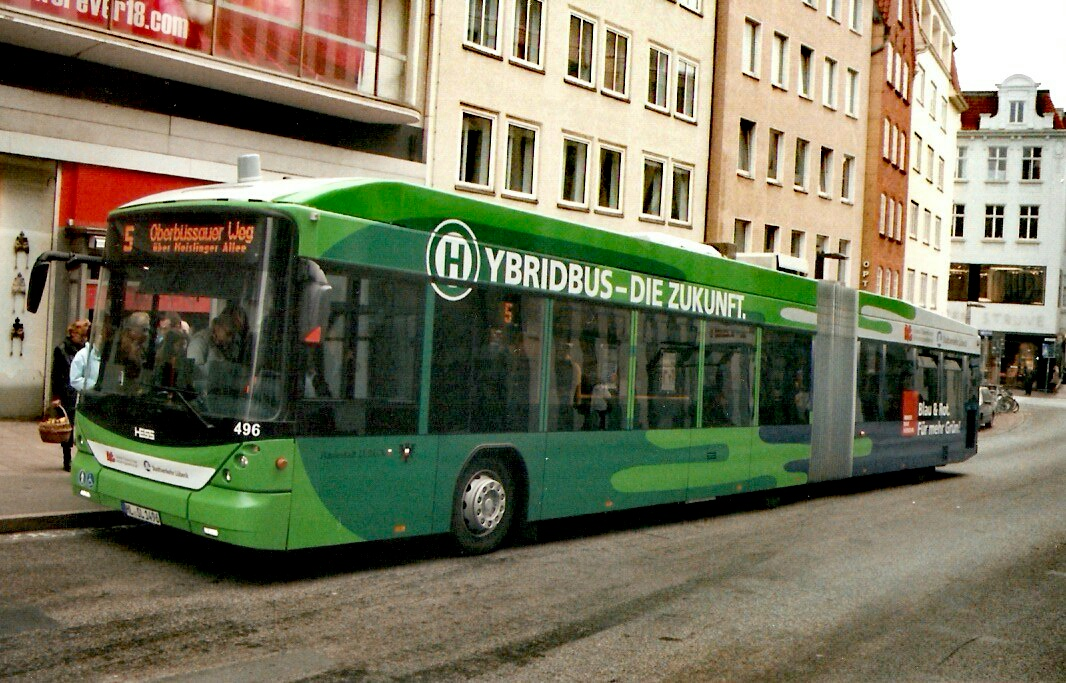
Hybridledbuss av typen Hess-Vossloh, Lübeck, Tyskland.

En hybridbuss är en buss med två motorer, en förbränningsmotor och en elektrisk motor. Bussen kan drivas antingen av den ena, vanligtvis endast den elektriska eller av båda motorerna samtidigt. Den elektriska motorn drivs av ett batteri alternativt en superkondensator som laddas upp under körning med förbränningsmotorn samt vid överföring av bromsenergi. Hybridbussar har högre inköpspris än konventionella bussar, men lägre driftskostnader. Den största fördelen med en hybridbuss är att den släpper ut mindre föroreningar än en konventionell buss, på grund av lägre bränsleförbrukning.

## Typer
Det finns två typer av drivlinor till moderna hybridbussar; den ena är parallellhybriden där både förbränningsmotorn via en mekanisk växellåda och elmotorn/elmotorerna är kopplade till drivhjulen och arbetar tillsammans eller separat (vanligtvis enbart elmotorerna). Fördelarna med denna konstruktion är att det kan föras över mer kraft till drivhjulen när både förbränningsmotorn och elmotorerna arbetar, vilket gör att det blir lättare att konstruera tyngre bussar, eller bussar som kan ta flera passagerare, till exempel ledbussar eller dubbeldäckare samt att den mekaniska drivlinan gör att bussarna kan komma upp i högre hastigheter, som vid landsvägs- och motorvägskörning.
Den andra är seriehybriden, där elmotorerna ensamt driver drivhjulen och förbränningsmotorn endast driver generatorer som genererar extra kraft till elmotorerna eller laddar upp batteriet/superkondensatorn. Fördelarna med denna drivlina är att gången blir mjukare och mer komfortabel samt att utväxlingen blir helt steglös vid alla hastigheter, vilket gör dessa bussar särskilt lämpade för tät stadstrafik. Förbränningsmotorn kan även jobba med ett optimalt varvtal större delen av tiden, vilket ger optimalt effektuttag. Topphastigheten är lägre än för parallellhybrider, vilket gör att seriehybrider lämpar sig sämre för landsvägs- eller motorvägskörning.
Både seriehybrider och parallellhybrider kan med hjälp av den lagrade energin accelerera och köra upp till ungefär 20 km/h utsläppsfritt med enbart elmotorerna.
En tredje typ av hybridbuss är lätthybriden som egentligen inte är någon hybrid i egentlig mening eftersom dessa likt konventionella bussar endast har en förbränningsmotor. Till skillnad från konventionella bussar har lätthybriderna en teknik där motorn stängs av vid stopp vid till exempel hållplatser eller trafikljus. För att hålla viktiga funktioner igång när motorn är avstängd kan energi tillfälligt lagras i till exempel superkondensatorer som laddas dels av själva motorn men även vid inbromsning.
Det finns även laddhybridbussar som, utöver förbränningsmotorn, även har externa strömkällor, såsom laddstolpar vid ändhållplatserna eller i bussdepåerna. Dessa kan till exempel anslutas med strömavtagare till en kontakt på bussens tak och kräver på så vis mindre energi av förbränningsmotorn och därmed minskas utsläppen ännu mer.
Moderna hybridbussar och lätthybrider har i regel en teknik som även kan utvinna energin som alstras av inbromsning och lagra den i batterierna/superkondensatorerna i form av elektricitet så den senare dels håller viktiga funktioner igång vid stillastående.
- Exempel på bussar med parallellhybridbaserad drivlina: Volvo 7700 och Volvo 7900 med Volvo B5LH-chassi
- Exempel på buss med seriehybridbaserad drivlina: MAN Lion's City A37 Hybrid
- Exempel på lätthybridbussar: MAN Lion's City 12C och 18C med EfficientHybrid samt Mercedes-Benz Citaro Hybrid